# 卡爾斯特倫山麓
卡爾斯特倫山麓（英語：Carlstrom Foothills），是南極洲的山麓，位於沙克爾頓海岸，長20公里，屬於邱吉爾山脈的一部分，海拔高度1,690米，由美國南極名稱諮詢委員命名，現時由南極條約體系管理。